# Danan: The Jungle Fighter
Danan: The Jungle Fighter è un videogioco del 1991 pubblicato da SEGA per Sega Master System.

## Trama
Ambientato in una giungla tropicale del pianeta Gian, il protagonista è Danan che deve vendicarsi dell'uccisione del suo tutore Jimba.